# Степной (Кавказский район)
Степной — посёлок в Кавказском районе Краснодарского края.
Входит в состав Лосевского сельского поселения.

## География
Посёлок расположен в 8 км на северо-запад от административного центра поселения хутора Лосево.

### Улицы
| - пер. Восточный, - пер. Мирный, - ул. Дружбы, - ул. Комсомольская, - ул. Космонавтов, - ул. Ленина, - ул. Мира, | - ул. Молодёжная, - ул. Октябрьская, - ул. Первомайская, - ул. Северная, - ул. Центральная, - ул. Южная. |

## Население
| 2002 | 2010  |
| ---- | ----- |
| 1055 | ↘1009 |